# Ramón Carranza Ramírez
Ramón Carranza Ramírez (n. San José, Costa Rica, 1819 - f. San José, Costa Rica, 3 de marzo de 1895), político que fue Presidente de la Corte Suprema de Justicia de Costa Rica.
Fue hijo de Miguel Carranza Fernández, Vicejefe de Estado de 1838 a 1841, y Joaquina Ramírez y García, quienes también fueron padres de Bruno Carranza Ramírez, Presidente de la República de abril a agosto de 1870. Casado con Elisa Fernández.
Cursó estudios en la Casa de Enseñanza de Santo Tomás y se graduó de abogado en la Facultad de Derecho de la Academia de Ciencias de Guatemala.
Fue el primer Decano de la Facultad de Leyes de la Universidad de Santo Tomás, donde por muchos años tuvo a su cargo la cátedra de Derecho Romano. De 1870 a 1871 fue Rector de la Universidad.
Tuvo también una fecunda carrera en el campo judicial. Desempeñó los cargos de Juez del Crimen de San José, Juez Civil y de Comercio de San José, Agente Fiscal, Magistrado y Presidente de la Sala Segunda, y Magistrado de la Sala de Casación. En 1892, por ser el Magistrado de Casación de mayor edad, le correspondió asumir interinamente la presidencia de esa Sala y de la Corte Suprema de Justicia de Costa Rica, debido a la renuncia del Presidente titular, Ricardo Jiménez Oreamuno. Su interinato se prolongó considerablemente, de 1892 a 1894. También fue miembro de la junta directiva del Colegio de Abogados.
Murió en San José, Costa Rica, el 3 de marzo de 1895. Como no existía un sistema de jubilaciones para los magistrados y sus familias, en junio de ese año el Congreso acordó una pensión a favor de su viuda e hijas, en atención a los abnegados servicios del extinto en el Poder Judicial.